# Louis Henri Sullivan
Louis Henri Sullivan (3 de setembre de 1856 - 14 d'abril de 1924) va ser un arquitecte estatunidenc. Amb Dankmar Adler va fundar l'estudi d'arquitectura Adler & Sullivan i ha estat anomenat el "pare de l'arquitectura Moderna."  "pare dels gratacels"
Va ser un arquitecte influent de l'Escola de Chicago, mentor de Frank Lloyd Wright, i una inspiració per al grup d'arquitectes de Chicago que van arribar a ser coneguts com la Prairie School. Juntament amb Wright i Henry Hobson Richardson, Sullivan és una de "la reconeguda trinitat de l'arquitectura nord-americana".
La frase la forma es subordina a la funció se li atribueix; encapsulava teories anteriors de l'arquitectura i les va aplicar a l'era moderna del gratacel. El 1944, Sullivan va ser el segon arquitecte a rebre pòstumament la Medalla d'Or de l'AIA.

## Biografia

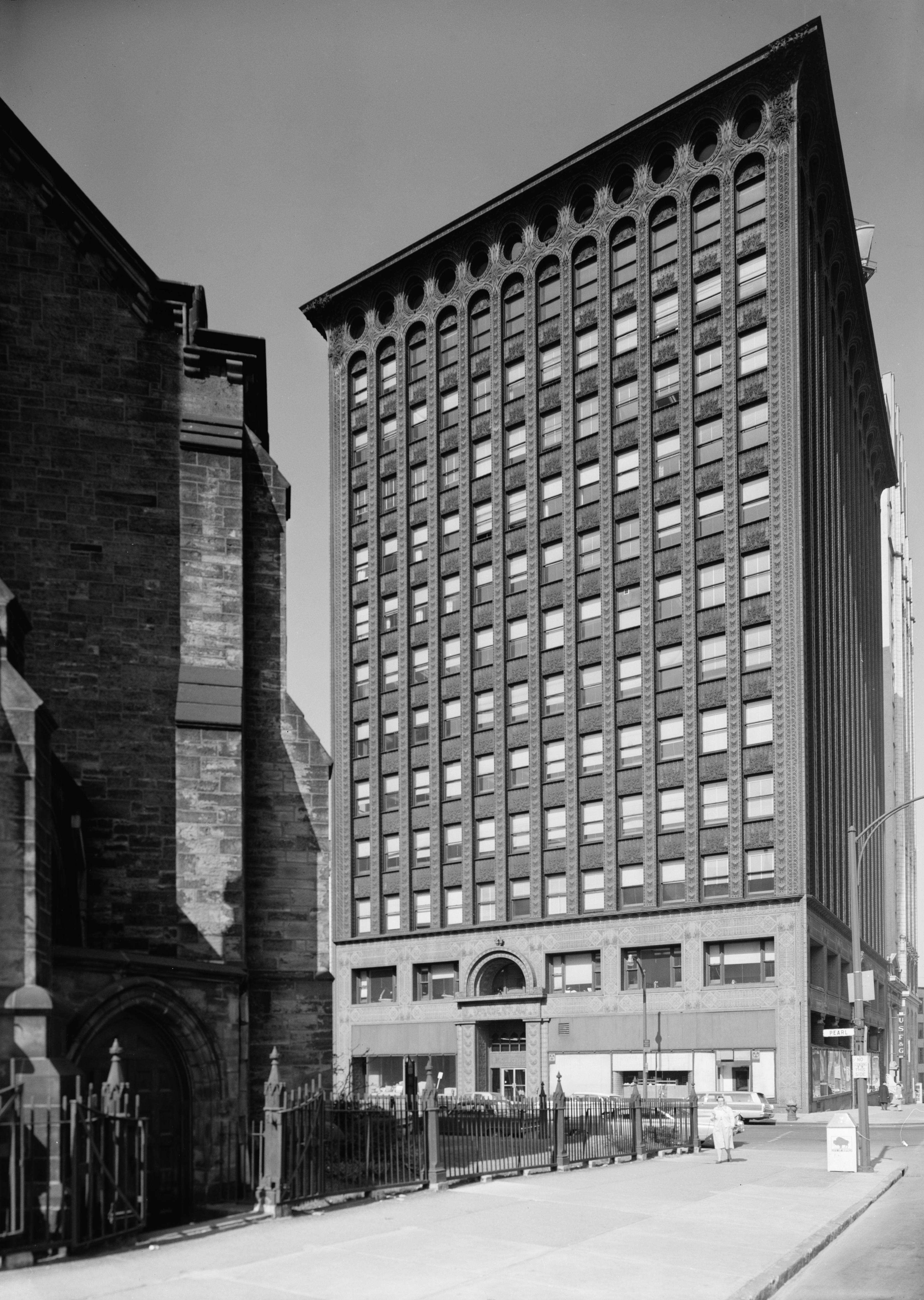
Edifici Prudential, conegut també com Guaranty Building, Nova York, 1894

Louis Sullivan era fill d'un pare irlandès i mare suïssa, els dos havien emigrat als Estats Units a finals dels anys 1840. Va créixer vivint amb la seva àvia en South Reading (actualment Wakefield), Massachusetts. Louis passà la major part de la seva infantesa aprenent de la natura mentre era a la granja del seu avi. Els anys posteriors del seu ensenyament primari, les seves experiències varen variar bastant. Passaria molt temps vagant per si mateix al voltant de Boston. Explorava tots els carrers mirant els edificis circumdants. Aquí va ser quan va desenvolupar la seva fascinació pels edificis i decidí que ell un dia esdevindria un enginyer/arquitecte d'estructures. Mentre assistia a l'institut, Sullivan conegué Moses Woolson, els ensenyaments del qual farien una impressió duradora en ell, i l'alimentaren fins a la seva mort. Després de graduar-se a l'institut, Sullivan estudià arquitectura a l'Massachusetts Institute of Technology. Al saber que podia graduar-se de la secundària un any abans i, alhora, fer els dos primers anys a l'Institut de Tecnologia de Massachusetts passant una sèrie d'exàmens, Sullivan va ingressar al MIT als setze anys. Després d'un any d'estudi, passà a Filadèlfia i començà una feina amb l'arquitecte Frank Furness.
La Depressió de 1873 reduí molt el treball de Furness, i va forçar a deixar marxar Sullivan. En aquell punt Sullivan continuà a Chicago el 1873 per participar en el boom d'edificis després del Gran incendi de Chicago de 1871. Treballà per William Le Baron Jenney, l'arquitecte a qui sovint s'atribuïa haver aixecat el primer edifici d'estructura d'acer. Després de menys que un any amb Jenney, Sullivan se'n va a París on estudià a l'École des Beaux-Arts durant un any. L'art del Renaixement va inspirar la ment de Sullivan, i es va influenciar de l'esperit creatiu de Michelangelo per dirigir la seva arquitectura més que no pas replicar els estils de períodes anteriors. Retornà a Chicago i començà a treballar per l'empresa de Joseph S. Johnston & John Edelman com a deliniant. Johnston & Edleman li assignaren el disseny d'interior del Moody Tabernacle, que va estar completat per Sullivan. El 1879 Dankmar Adler contractava Sullivan i un any més tard es convertia en soci de l'empresa. Això marcà el començament dels anys més productius de Sullivan. I va ser en aquesta empresa on Sullivan influiria profundament a un jove dissenyador nomenat Frank Lloyd Wright, que admirava els dissenys i principis de Sullivan com la inspiració pel seu propi treball.
Adler i Sullivan inicialment aconseguiren fama com arquitectes de teatre. Mentre que la majoria dels seus teatres eren a Chicago, la seva fama guanyava adeptes a la costa oest com Pueblo (Colorado), i Seattle, Washington (no construït). El projecte que culminava aquesta fase de la història de l'empresa va ser l'Auditorium Building de 1889 a Chicago, un edifici d'extraordinària polivalència que incloïa no només un teatre de 3000 seients, sinó també un edifici d'oficines i un hotel. Adler i Sullivan reservaren l'últim pis de la torre per a la seva pròpia oficina. Després de 1889 l'empresa es tornà coneguda pels seus edificis d'oficines, especialment el Wainwright Building de 1891 a Saint Louis i el Carson Pirie Scott Department Store de 1899 a Chicago, Louis Sullivan és considerat per molts com el primer arquitecte a imaginar plenament i descobrir un vocabulari arquitectònic ric per a una nova classe revolucionària d'edificis: l'acer de gran alçada.

## Sullivan i els gratacels d'acer

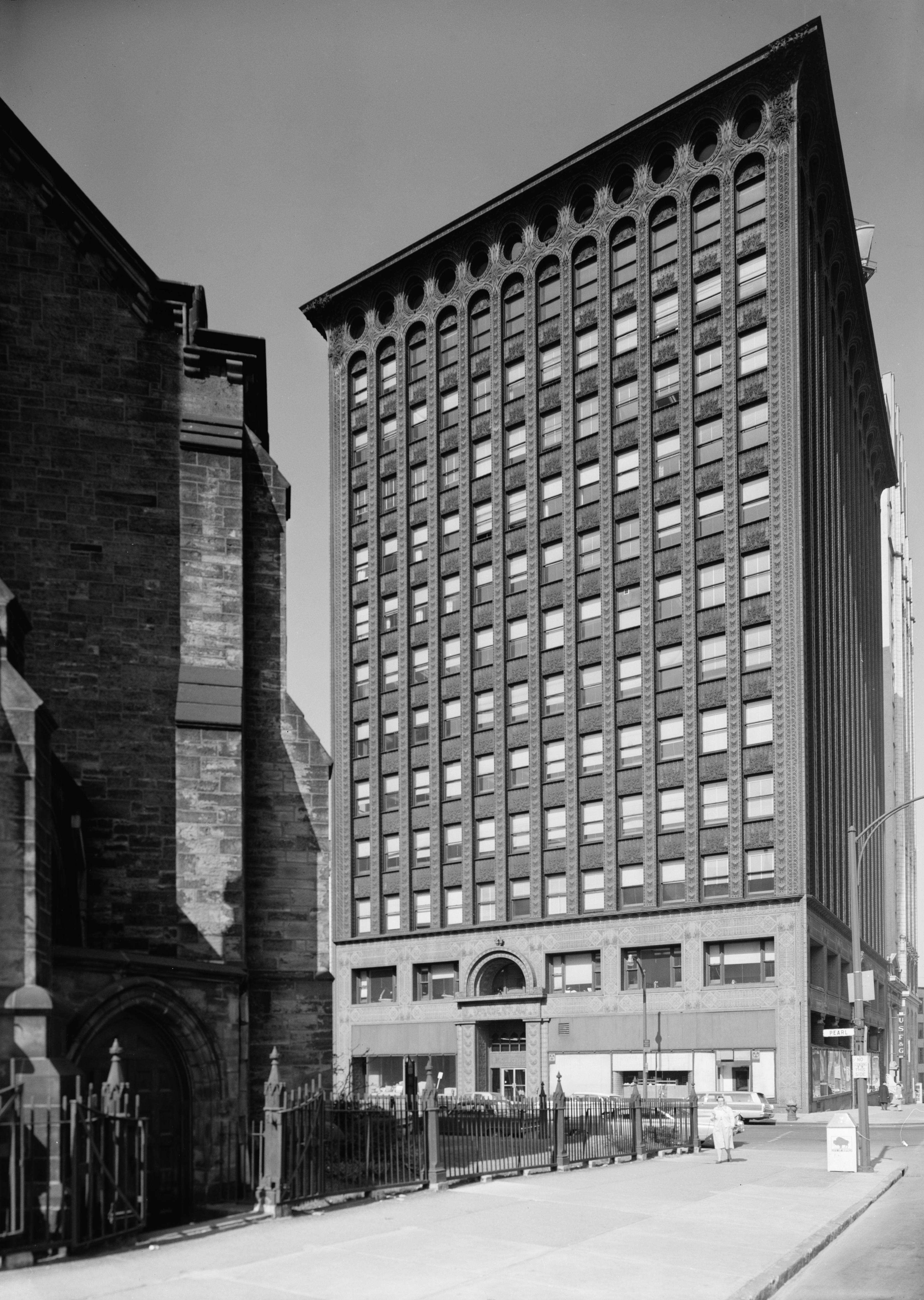
Edifici Prudential, també conegut com a Guaranty Building, Buffalo, Nova York, 1894

Abans de finals del segle XIX, el pes d'un edifici de diverses plantes havia de ser suportat principalment per la resistència de les seves parets. Com més alt era l'edifici, més tensió es generava a les seccions inferiors; atès que hi havia límits d'enginyeria clars al pes que aquestes parets "de càrrega" podien suportar, els dissenys alts implicaven parets massivament gruixudes a les plantes baixes i límits definits a l'altura de l'edifici.
El desenvolupament d'acer barat i versàtil a la segona meitat del segle xix va canviar aquestes regles. Els Estats Units estaven enmig d'un ràpid creixement social i econòmic que va generar grans oportunitats en el disseny arquitectònic. S'estava formant una societat molt més urbanitzada i aquesta societat demanava edificis nous i més grans. La producció en massa d'acer va ser la principal força impulsora darrere de la capacitat de construir gratacels a mitjans de la dècada de 1880. En muntar una estructura de bigues d'acer, arquitectes i constructors podien crear edificis alts i esvelts amb un esquelet d'acer fort i relativament lleuger. La resta dels elements de l'edifici —parets, terres, sostres i finestres— es suspenien de l'esquelet, que suportava el pes. Aquesta nova forma de construir edificis, anomenada "construcció de trama de columnes", els empenyia cap amunt en lloc de cap a fora. L'estructura de càrrega d'acer no només va permetre edificis més alts, sinó que va permetre finestres molt més grans, la qual cosa significava més llum natural arribant als espais interiors. Les parets interiors es van tornar més primes, la qual cosa va crear més espai útil (i llogable).
El Monadnock Building de Chicago (no dissenyat per Sullivan) es troba en aquest notable moment de transició: la meitat nord de l'edifici, acabada el 1891, és de construcció de càrrega, mentre que la meitat sud, acabada només dos anys més tard, és de construcció de trama de columnes. Si bé s'estaven realitzant experiments amb aquesta nova tecnologia en moltes ciutats, Chicago va ser el laboratori crucial. El capital industrial i l'orgull cívic van impulsar una onada de nova construcció per tot el centre de la ciutat arran de l'incendi de 1871.
Els límits tècnics de la maçoneria de càrrega havien imposat restriccions tant formals com estructurals; de cop, aquestes restriccions van desaparèixer. Cap dels precedents històrics necessitava ser aplicat i aquesta nova llibertat va donar com a resultat una mena de crisi tècnica i estilística. Sullivan la va abordar abraçant els canvis que van arribar amb l'estructura d'acer, creant una gramàtica de forma per al gratacel (base, fust i cornisa), simplificant l'aparença de l'edifici trencant amb els estils històrics, utilitzant els seus propis intricats dissenys florals, en bandes verticals, per dirigir la mirada cap amunt i emfatitzar la forma vertical de l'edifici, i relacionant la forma de l'edifici amb el seu propòsit específic. Tot això va ser revolucionari, atractivament honest i comercialment exitós.
El 1896, Louis Sullivan va escriure:
És la llei que impregna totes les coses orgàniques i inorgàniques, de totes les coses físiques i metafísiques, de totes les coses humanes i de totes les coses superhumanes, de totes les veritables manifestacions del cap, del cor, de l'ànima, que la vida és recognoscible en la seva expressió, que la forma sempre segueix la funció. Aquesta és la llei. (cursiva a l'original)

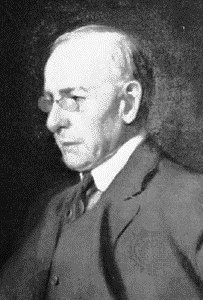
Sullivan el 1919, pintura de Frank A. Werner

"Form follows function (La forma segueix la funció)" esdevindria un dels principis predominants dels arquitectes moderns.
Sullivan va atribuir el concepte a Marc Vitruvi Pollio, l'arquitecte, enginyer i autor romà, que va afirmar per primera vegada en el seu llibre, De architectura (Sobre l'arquitectura), que una estructura ha de presentar les tres qualitats de firmitas, utilitas, venustas, és a dir, ha de ser "sòlida, útil, bella". Aquest credo, que posava les exigències de l'ús pràctic al mateix nivell que l'estètica, seria interpretat posteriorment per dissenyadors influents per implicar que els elements decoratius, que els arquitectes anomenen "ornament", eren superflus en els edificis moderns. No obstant això, Sullivan no pensava ni dissenyava seguint línies tan dogmàtiques durant el cim de la seva carrera, i aquest credo mai va posar un concepte per sobre de l'altre. Mentre els seus edificis podien ser esvelts i nítids en les seves masses principals, sovint puntuava les seves superfícies planes amb erupcions d'exuberant decoració Art Nouveau o renaixement cèltic, generalment fosa en ferro o terracota, i que anava des de formes orgàniques, com vinyes i heures, fins a dissenys més geomètrics i entrellaçats, inspirats en la seva herència de disseny irlandès. La terracota és més lleugera i fàcil de treballar que la maçoneria de pedra. Sullivan la va utilitzar en la seva arquitectura perquè tenia una mal·leabilitat que era adequada per al seu ornament. Probablement l'exemple més famós d'ornament utilitzat per Sullivan és l'entrellat de ferro verd que cobreix les marquesines d'entrada de la botiga Carson Pirie Scott al sud de State Street.
Aquests ornaments, sovint executats pels joves i talentosos delineants al servei de Sullivan, finalment es convertirien en la seva marca registrada; per als estudiants d'arquitectura, són instantàniament reconeixibles com la seva signatura.
Un altre element distintiu de l'obra de Sullivan és el massís arc semicircular. Sullivan va emprar aquests arcs al llarg de la seva carrera, ja sigui per donar forma a les entrades, emmarcar finestres o com a part del disseny interior.
Tots aquests elements es troben en l'àmpliament admirat Guaranty Building de Sullivan, que va dissenyar en col·laboració amb Adler. Acabat el 1895, aquest edifici d'oficines a Buffalo, Nova York segueix l'estil Palazzo, visiblement dividit en tres "zones" de disseny: una base senzilla i amb grans finestrals per a les botigues a peu de carrer; el bloc principal d'oficines, amb cintes verticals de maçoneria que s'eleven sense interrupcions al llarg de nou pisos superiors per emfatitzar l'alçada de l'edifici; i una cornisa ornamentada perforada per finestres rodones a l'alçada del terrat, on s'allotjaven les unitats mecàniques de l'edifici (com els motors dels ascensors). La cornisa està coberta per les característiques vinyes Art Nouveau de Sullivan i cada entrada de la planta baixa està coronada per un arc semicircular.
Com que els notables èxits de Sullivan en disseny i construcció es van produir en un moment tan crucial de la història arquitectònica, sovint se l'ha descrit com el "pare" del gratacel americà. No obstant això, molts arquitectes havien estat construint gratacels abans o com a contemporanis de Sullivan; van ser dissenyats com una expressió de la nova tecnologia. Chicago estava plena de dissenyadors i constructors extraordinaris a finals del segle XIX, incloent-hi el soci de Sullivan, Dankmar Adler, així com Daniel Burnham i John Wellborn Root. Root va ser un dels constructors del Monadnock Building. Aquest i un altre disseny de Root, la Masonic Temple Tower (tots dos a Chicago), són citats per molts com els originadors de l'estètica dels gratacels de paret de càrrega i construcció amb estructura de columnes, respectivament.

## Carrera posterior i declivi

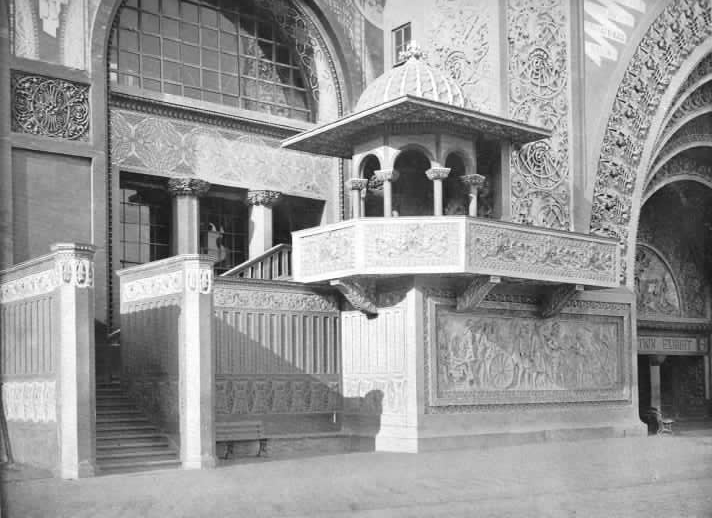
Ornamentació a l'edifici de transport de l'Exposició Universal, Chicago, 1893–94

El 1890, Sullivan va ser un dels deu arquitectes estatunidencs, cinc de l'est i cinc de l'oest, escollits per construir una estructura important per a la "Ciutat Blanca", la Exposició Universal de Chicago, celebrada el 1893. El massiu Edifici de Transport de Sullivan i l'enorme "Porta Daurada" arquejada van destacar com l'únic edifici que no era de l'estil Beaux-Arts predominant, i amb l'única façana multicolor de tota la Ciutat Blanca. Sullivan i el director de la fira, Daniel Burnham, van expressar obertament el seu descontentament mutu. Sullivan va afirmar més tard (1922) que la fira va fer retrocedir el curs de l'arquitectura nord-americana "mig segle des de la seva data, si no més". El seu va ser l'únic edifici que va rebre un ampli reconeixement fora dels Estats Units, rebent tres medalles de la Union Centrale des Arts Decoratifs amb seu a França l'any següent.
Com tots els arquitectes americans, Adler i Sullivan van patir un declivi precipitat en la seva pràctica amb l'inici del Pànic de 1893. Segons Charles Bebb, que treballava a l'oficina en aquell moment, Adler va manllevar diners per intentar mantenir els empleats a la nòmina. El 1894, però, davant la contínua angoixa financera sense solució a la vista, Adler i Sullivan van dissoldre la seva associació. El Guaranty Building va ser considerat l'últim projecte important de la firma.
Tant pel temperament com per les connexions, Adler havia estat qui va portar nous negocis a la societat, i després de la ruptura Sullivan va rebre poques peticions després de la Carson Pirie Scott Department Store. Va entrar en un declivi financer i emocional de vint anys, assetjat per una escassetat de projectes, problemes financers crònics i alcoholisme. Va obtenir algunes comissions per a projectes de construcció de bancs de petites ciutats del Mig Oest, va escriure llibres i el 1922 va aparèixer com a crític de l'entrada guanyadora de Raymond Hood per al concurs de la Tribune Tower.
El 1922, a Sullivan se li va pagar 100 dòlars al mes per escriure una autobiografia a fascicles que es publicaria a la revista de l'American Institute of Architects. Sullivan va treballar en la sèrie amb l'editor de la revista, Charles Harris Whitaker, qui li va aconsellar que "esquematitzés el material per períodes". The Autobiography of an Idea va començar la seva publicació al Journal for the American Institute of Architects el juny de 1922 i, un cop finalitzada, es va publicar com a llibre.
Va morir en una habitació d'hotel de Chicago el 14 d'abril de 1924. Va deixar una esposa, Mary Azona Hattabaugh, de la qual estava separat. Una modesta làpida marca el seu lloc de descans final al Graceland Cemetery al barri d'Uptown i Lake View de Chicago. Més tard, es va erigir un monument en honor a Sullivan, a pocs metres de la seva làpida.

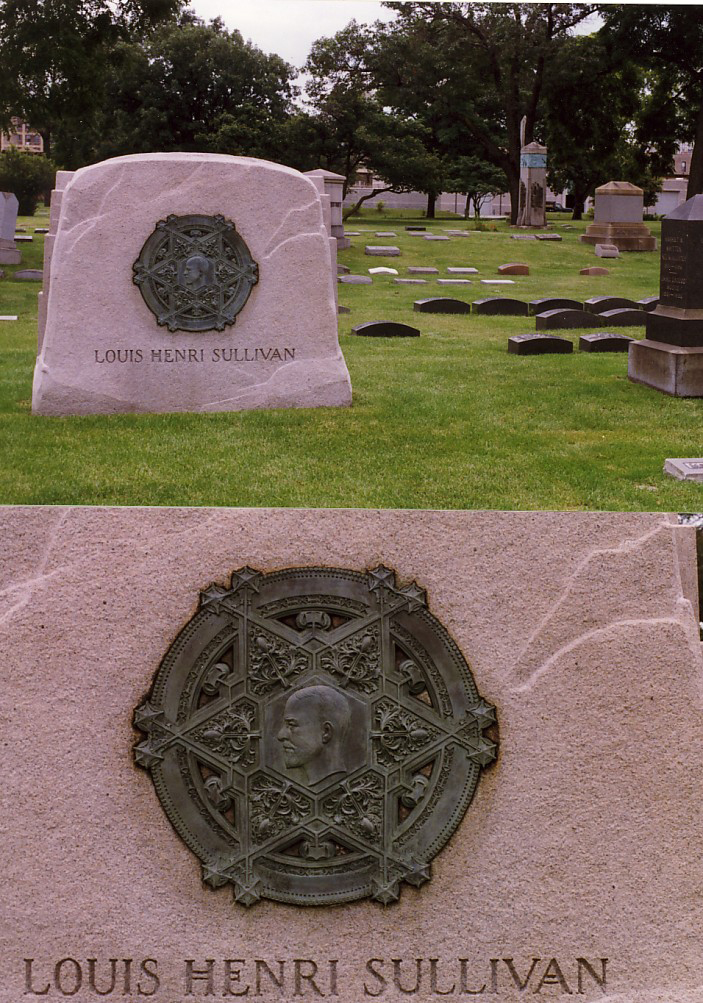
Monument per a Sullivan al Graceland Cemetery, Chicago, Illinois, amb una grafia alternativa del seu segon nom

## Llegat
El llegat de Sullivan és contradictori. Alguns el consideren el primer modernista. Els seus dissenys avançats anticipen clarament alguns problemes i solucions del Modernisme; no obstant això, el seu ús de l'ornament fa que la seva contribució es distingeixi del Moviment Modern que es va consolidar a la dècada de 1920 i va ser conegut com l'Estil Internacional. L'obra construïda de Sullivan expressa l'atractiu dels seus increïbles dissenys: les bandes verticals al Wainwright Building, l'esclat de la reixa Art Nouveau a l'entrada de la cantonada de la botiga Carson Pirie Scott, els (perduts) grius de terracota i les finestres d'ull de bou a l'Union Trust building, i els àngels blancs del Bayard Building, l'única obra de Sullivan a la ciutat de Nova York. Excepte alguns dissenys del seu dibuixant de molts anys George Grant Elmslie, i l'ocasional homenatge a Sullivan com el First National Bank de Schmidt, Garden & Martin a Pueblo,  (construït al carrer de l'Opera House de Pueblo d'Adler i Sullivan), el seu estil és únic. Una visita al preservat pis de negociació de la Chicago Stock Exchange, ara a The Art Institute of Chicago, és una prova del poder immediat i visceral de l'ornament que va utilitzar de manera tan selectiva.
Després de la seva mort, Sullivan va ser anomenat un arquitecte audaç: "Audaç, va desafiar tota la teoria de copiar i imitar, i el lema del "precedent", declarant que l'arquitectura era un art viu i creatiu."
Dibuixos originals i altres materials d'arxiu de Sullivan es conserven a les biblioteques Ryerson & Burnham del Art Institute of Chicago i al departament de dibuixos i arxius de l'Avery Architectural and Fine Arts Library a la Universitat de Colúmbia. Fragments d'edificis de Sullivan també es troben en molts museus d'art i disseny d'arreu del món.

## Preservació
Durant l'època de la renovació urbana de la postguerra, les obres de Sullivan van caure en desgràcia i moltes van ser enderrocades. A la dècada de 1970, la creixent preocupació pública per aquests edificis finalment va aconseguir que molts fossin salvats. La veu més destacada va ser la de Richard Nickel, qui va organitzar protestes contra la demolició d'edificis arquitectònicament significatius Nickel i altres van rescatar de vegades elements decoratius d'edificis condemnats, introduint-se d'amagat durant la demolició. Nickel va morir dins de l'edifici de la Borsa de Sullivan mentre intentava recuperar alguns elements, quan un pis per sobre d'ell va col·lapsar. Nickel havia compilat una extensa investigació sobre Adler i Sullivan i les seves nombroses comissions arquitectòniques, que tenia la intenció de publicar en forma de llibre.
Després de la mort de Nickel, el 1972, es va formar el Comitè Richard Nickel per organitzar la finalització del seu llibre, que es va publicar el 2010. El llibre presenta les 256 comissions d'Adler i Sullivan. L'extens arxiu de fotografies i investigació que va fonamentar el llibre va ser donat a les biblioteques Ryerson i Burnham de l'Art Institute of Chicago. Més de 1.300 fotografies es poden veure al seu lloc web i més de 15.000 fotografies formen part de la col·lecció de l'Art Institute of Chicago. Tal com es va publicar finalment, el llibre, The Complete Architecture of Adler & Sullivan, va ser escrit per Richard Nickel, Aaron Siskind, John Vinci i Ward Miller.

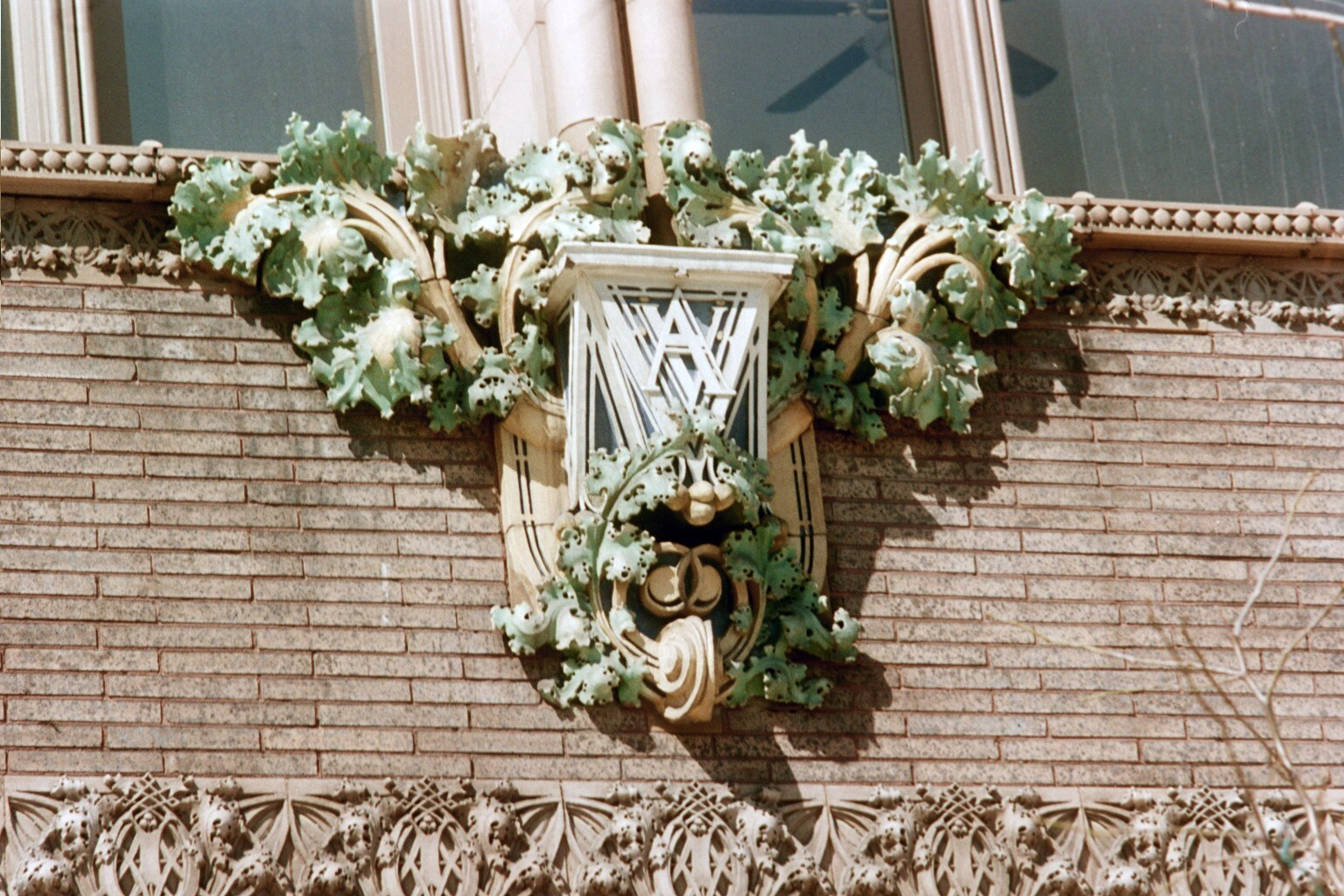
Detall de l'ornamentació de l'edifici Van Allen

Un altre defensor del llegat de Sullivan va ser l'arquitecte Crombie Taylor (1907–1991), de Crombie Taylor Associates. Després de treballar a Chicago, on havia dirigit el famós "Institute of Design", més tard conegut com a Illinois Institute of Technology (IIT), a les dècades de 1950 i principis de 1960, s'havia traslladat al sud de Califòrnia. Va liderar l'esforç per salvar el Van Allen Building a Clinton, Iowa de la demolició. Taylor, actuant com a consultor estètic, havia treballat en la renovació de l'Auditorium Building (ara Roosevelt University) a Chicago.
Quan va llegir un article sobre la demolició prevista a Clinton, va traslladar la seva família de casa seva al sud de Califòrnia i els va portar a Iowa. Amb la visió d'un barri de destinació comparable a Oak Park, Illinois, es va dedicar a crear una organització sense ànim de lucre per salvar l'edifici, i va tenir èxit en fer-ho. Un altre defensor tant dels edificis de Sullivan com de les estructures de Wright va ser Jack Randall, que va liderar un esforç per salvar el Wainwright Building a St. Louis, Missouri en un moment molt crític. Va traslladar la seva família a Buffalo, Nova York per salvar el Guaranty Building de Sullivan i la Darwin D. Martin House de Frank Lloyd Wright d'una possible demolició. Els seus esforços van tenir èxit tant a St. Louis com a Buffalo.
Una col·lecció d'ornaments arquitectònics dissenyats per Sullivan es troba en exposició permanent a la Lovejoy Library de la Southern Illinois University Edwardsville. El Museu d'Art de St. Louis també té elements arquitectònics de Sullivan exposats. El City Museum de St. Louis té una gran col·lecció d'ornamentació de Sullivan exposada, incloent-hi una cornisa de la demolida Borsa de Chicago, de 29 peus de llarg per un costat, 13 peus per un altre i nou peus d'alt.
El Centre Interpretatiu del Guaranty Building a Buffalo, a la primera planta de l'edifici ara propietat i ocupat pel bufet d'advocats Hodgson Russ, LLP, va obrir el 2017. L'espai expositiu va ser finançat per Hodgson Russ, LLP, i co-dissenyat per Flynn Battaglia Architects i Hadley Exhibits. Inclou un model a escala de l'edifici fet per David J. Carli, professor d'Enginyeria a la State University of New York at Alfred. Les exposicions del centre van ser donades a Preservation Buffalo Niagara. El centre, l'únic museu dedicat a Sullivan, està obert al públic.

## Projectes destacats

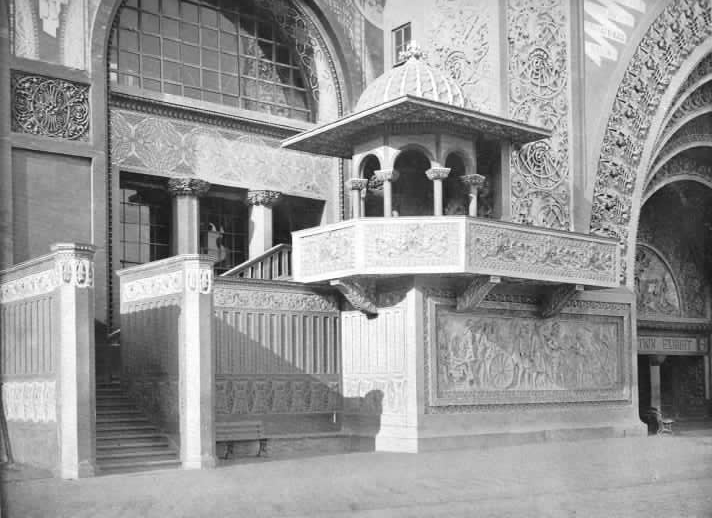
Edifici de Transport, Chicago 1893-94

- Tomba de Martin Ryerson, Cementiri de Graceland, Chicago (1887)
- Auditorium Building, Chicago (1889)
- Tomba de Carrie Eliza Getty, Cementiri Graceland, Chicago (1890)
- Wainwright Building, St. Louis (1890)
- Tomba de Charlotte Dickson Wainwright, Cementiri Bellefontaine i Calvary, St. Louis (1892)[24][25][26][27]
- Union Trust Building (ara 705 Olive), c. Louis (1893; l'ornament de la planta baixa ha estat fortament canviat el 1924)
- Guaranty Building (anteriorment Prudential Building), Buffalo (1894)
- Bayard Building, 65–69 Bleecker Street, Nova York (1898). L'únic edifici de Sullivan a Nova York.

## Imatges

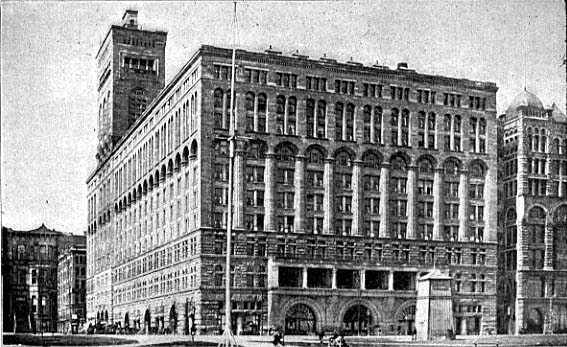
Auditorium Building, Chicago
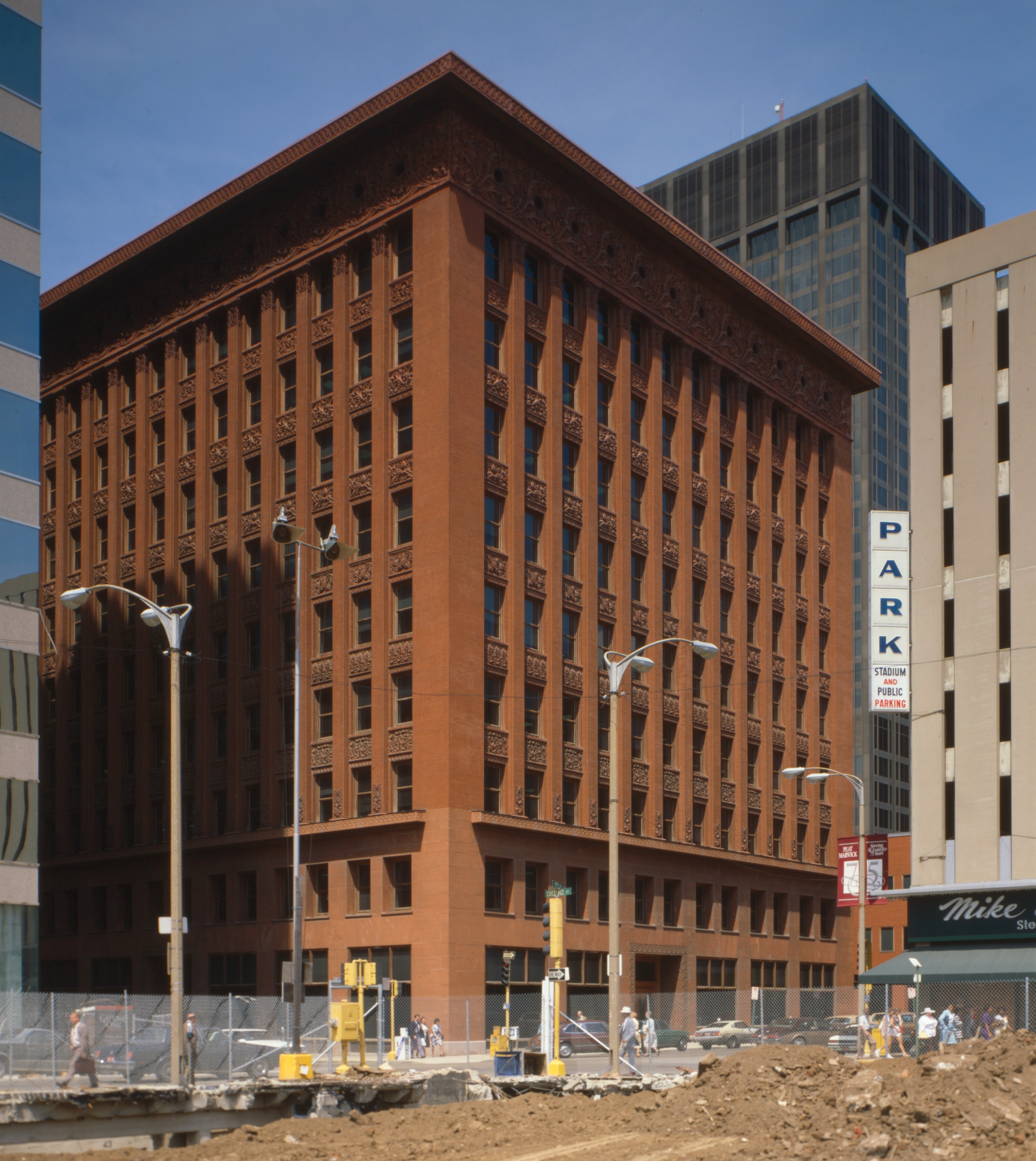
Wainwright Building
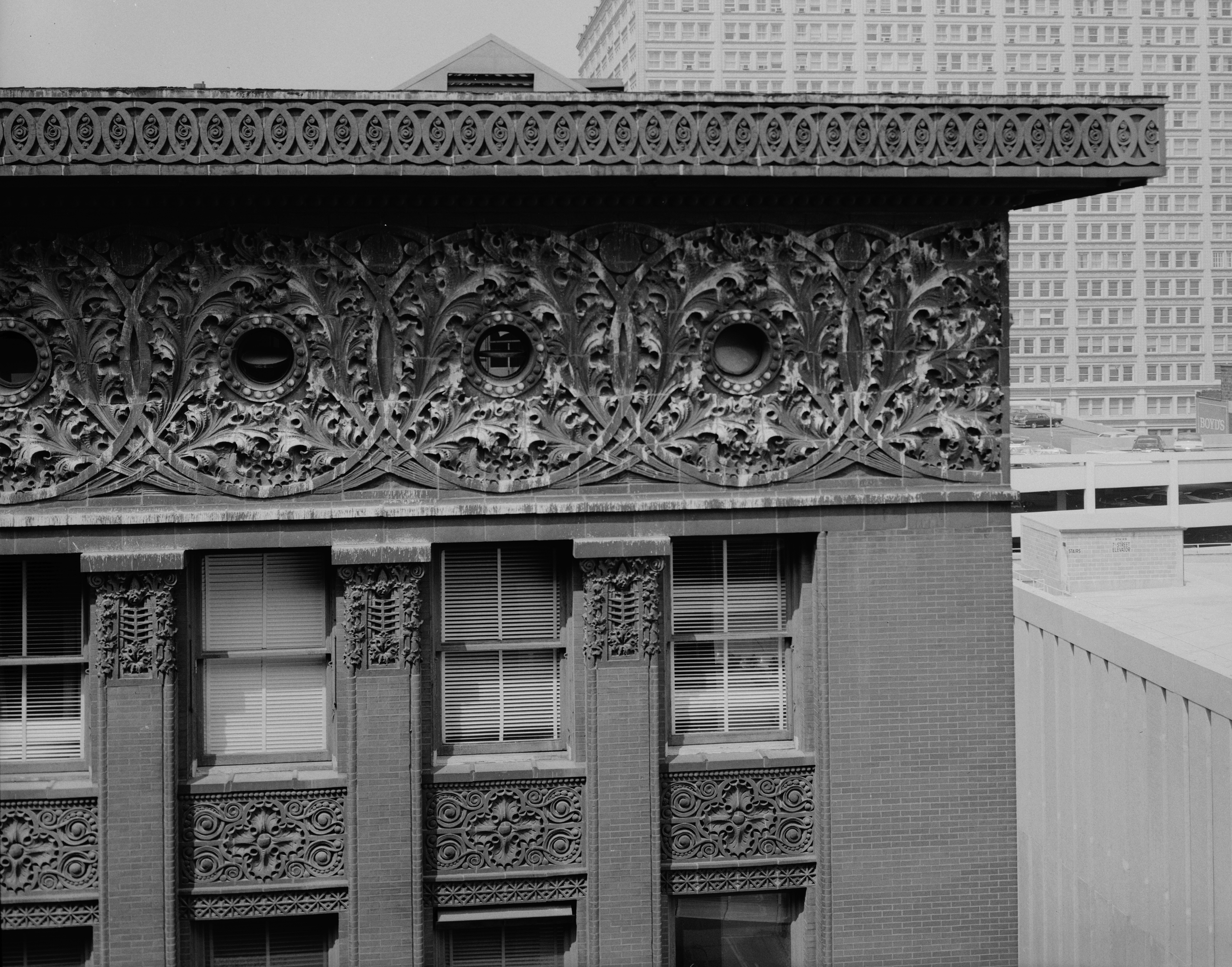
Cornisa del Wainwright Building
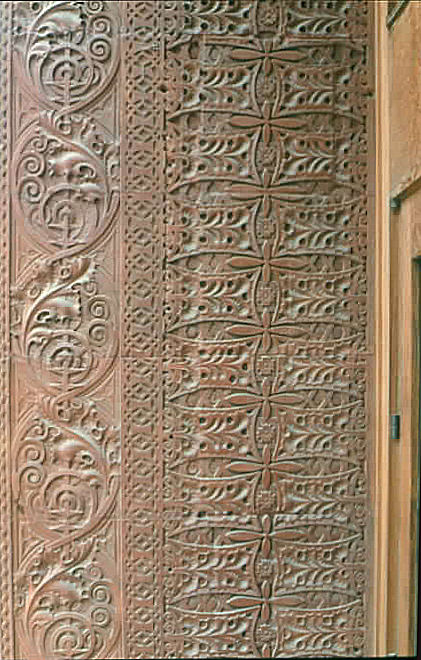
Dettal del Wainwright Building
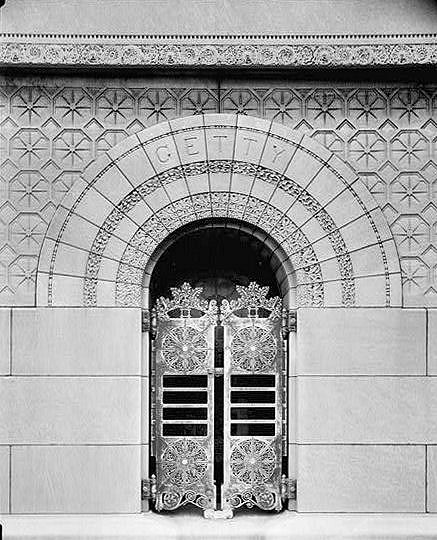
Tomba de Carrie Eliza Getty
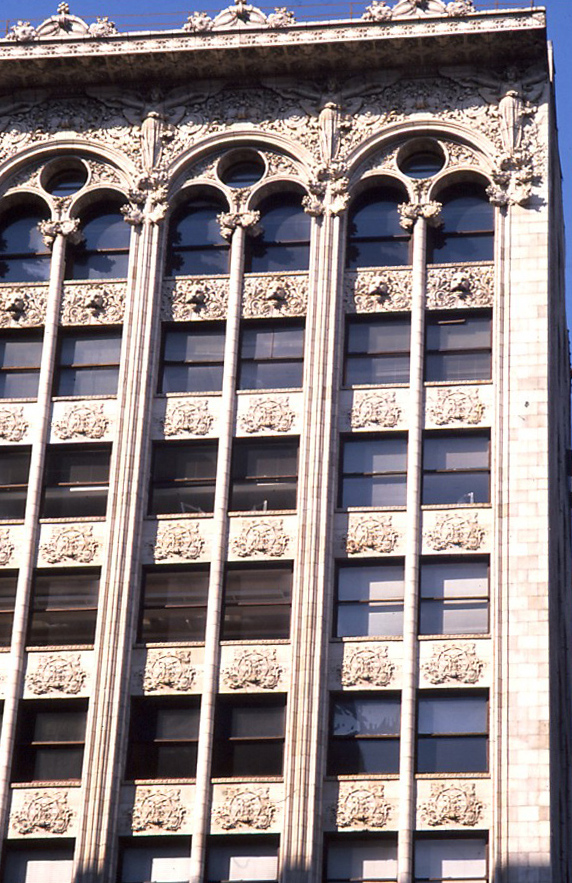
Bayard-Condict Building
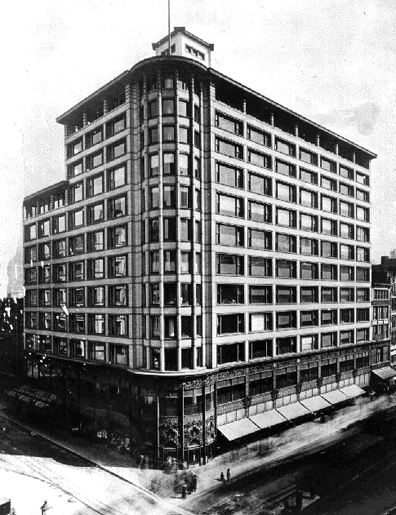
Carson Pirie Scott store
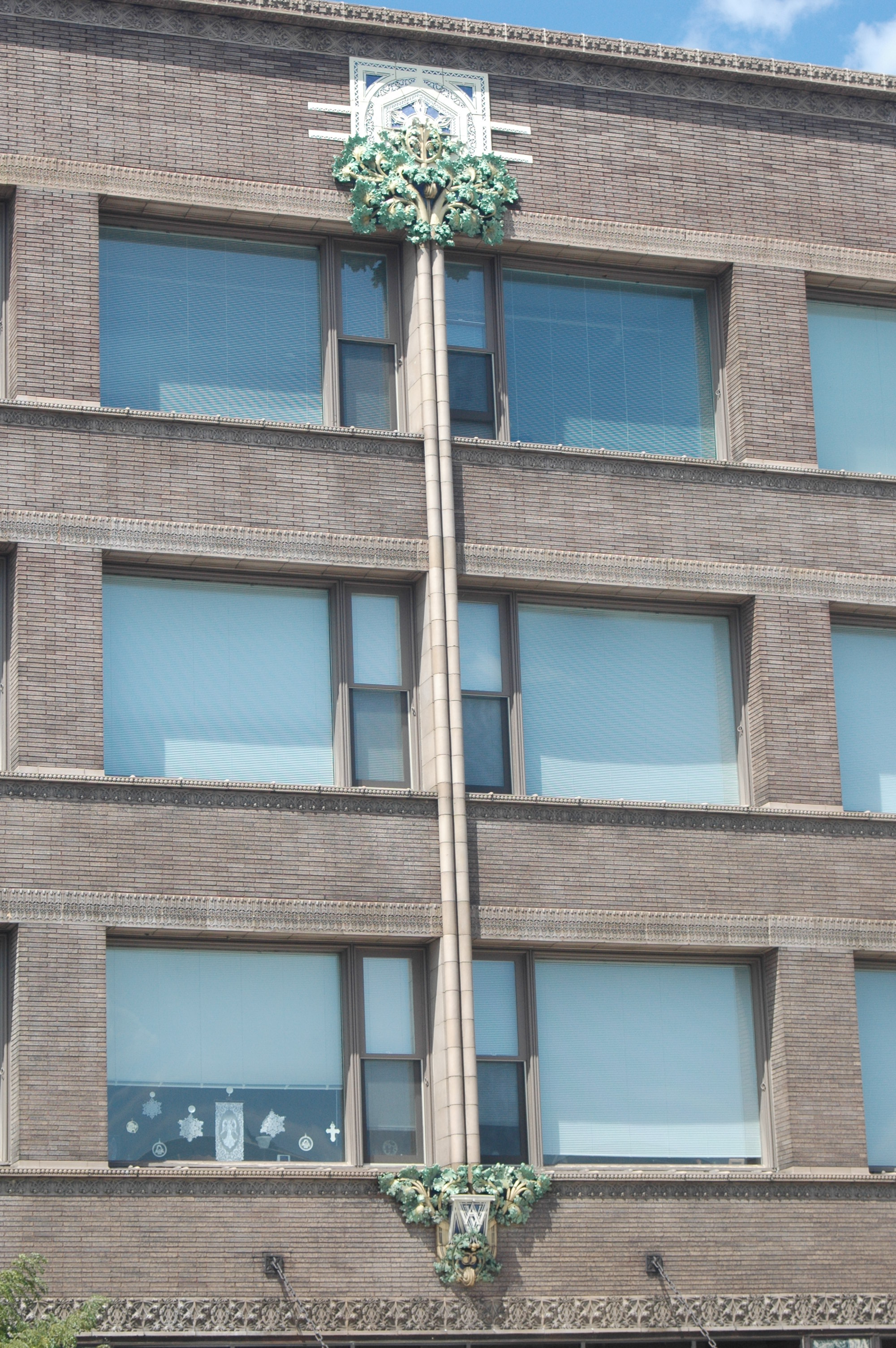
Van Allen Building
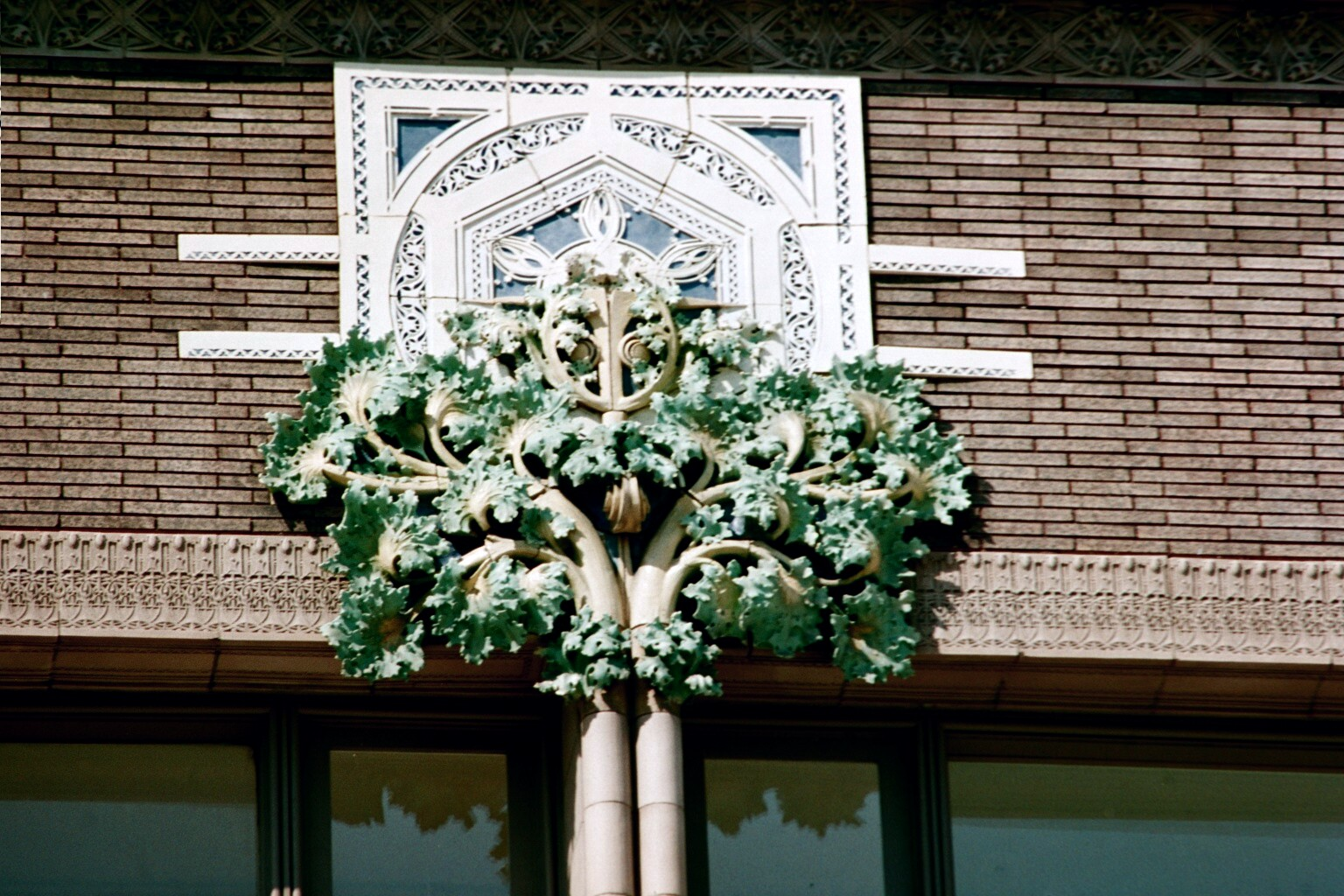
Columna central al Van Allen Building
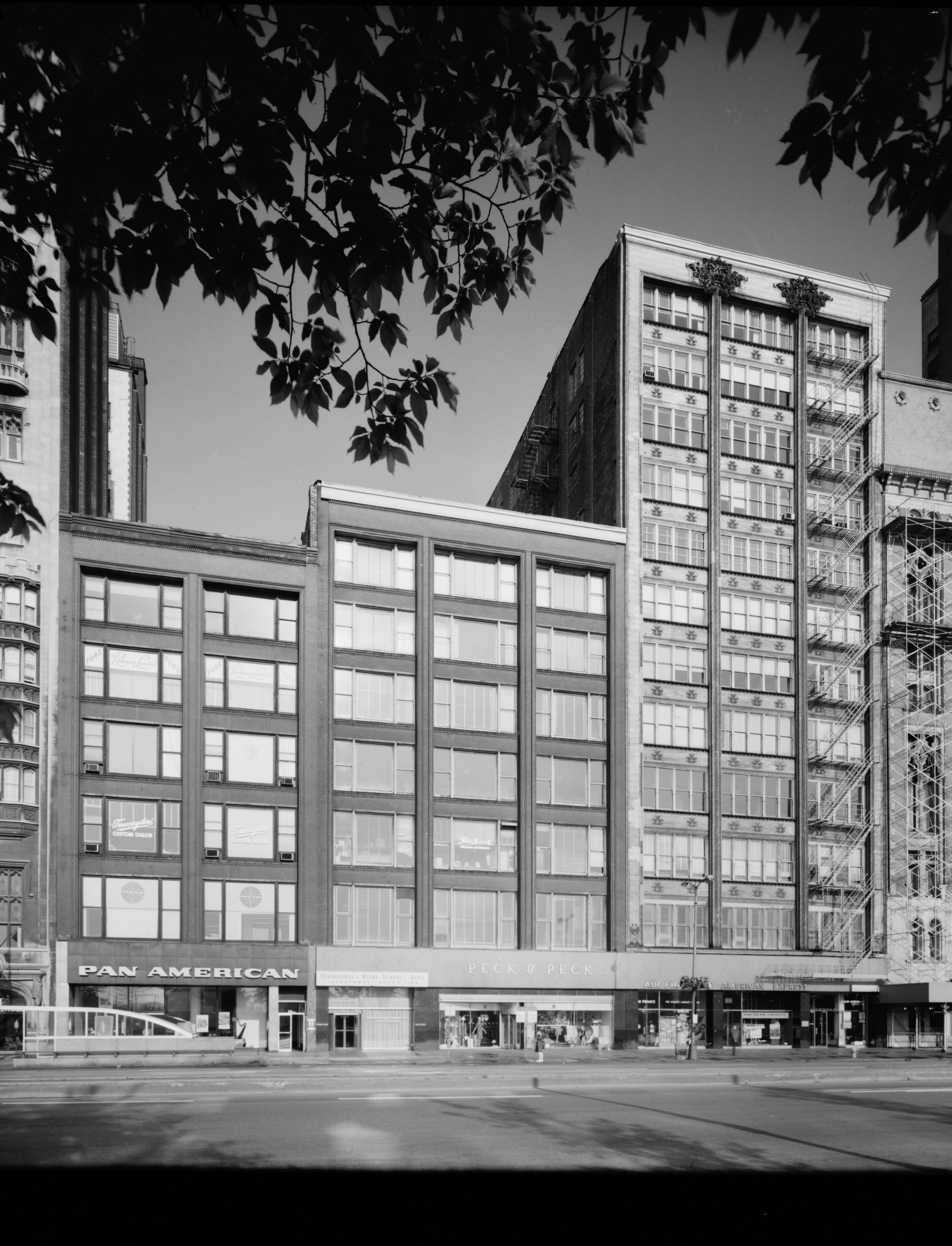
Gage Building (dreta)
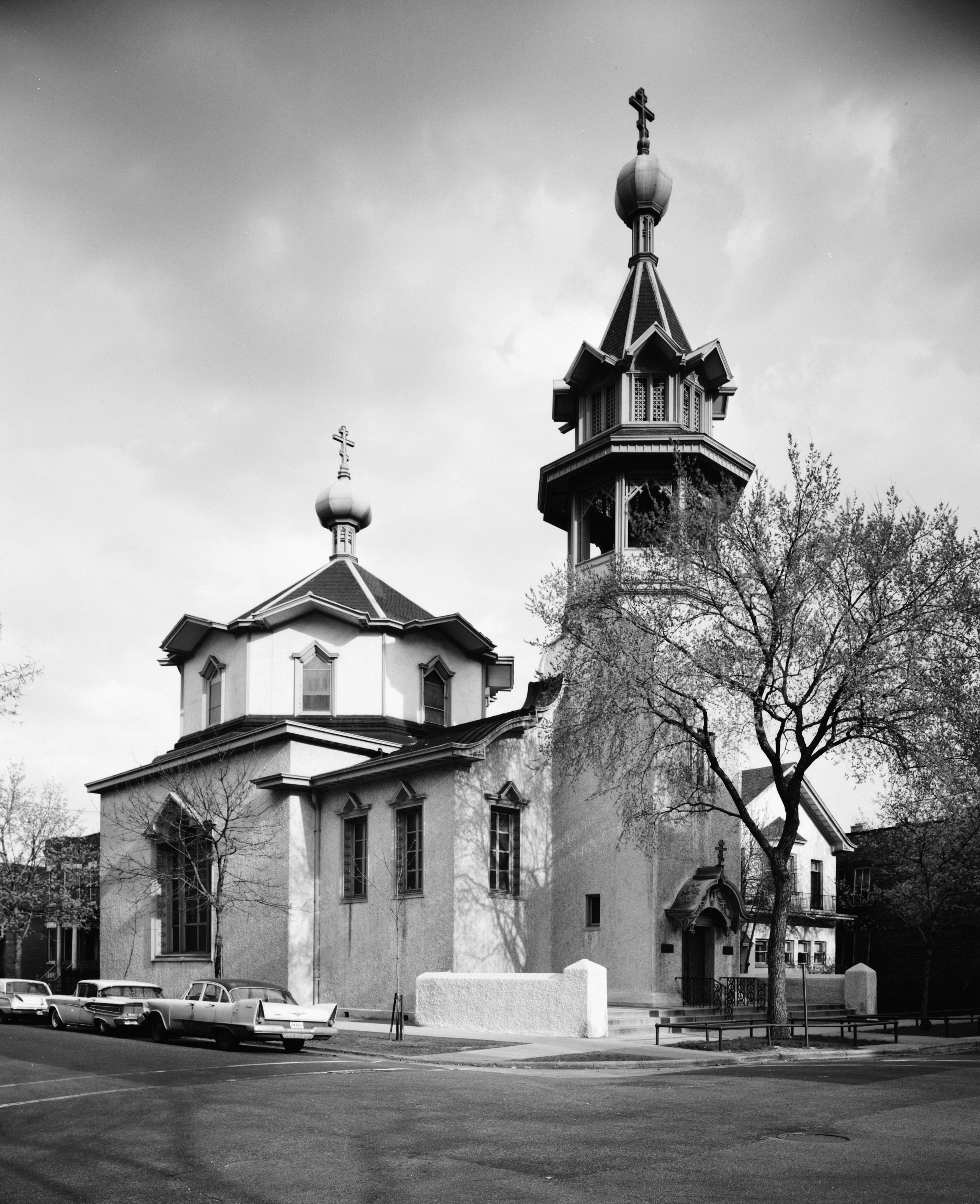
Catedral Trinity Russian Orthodox, exterior
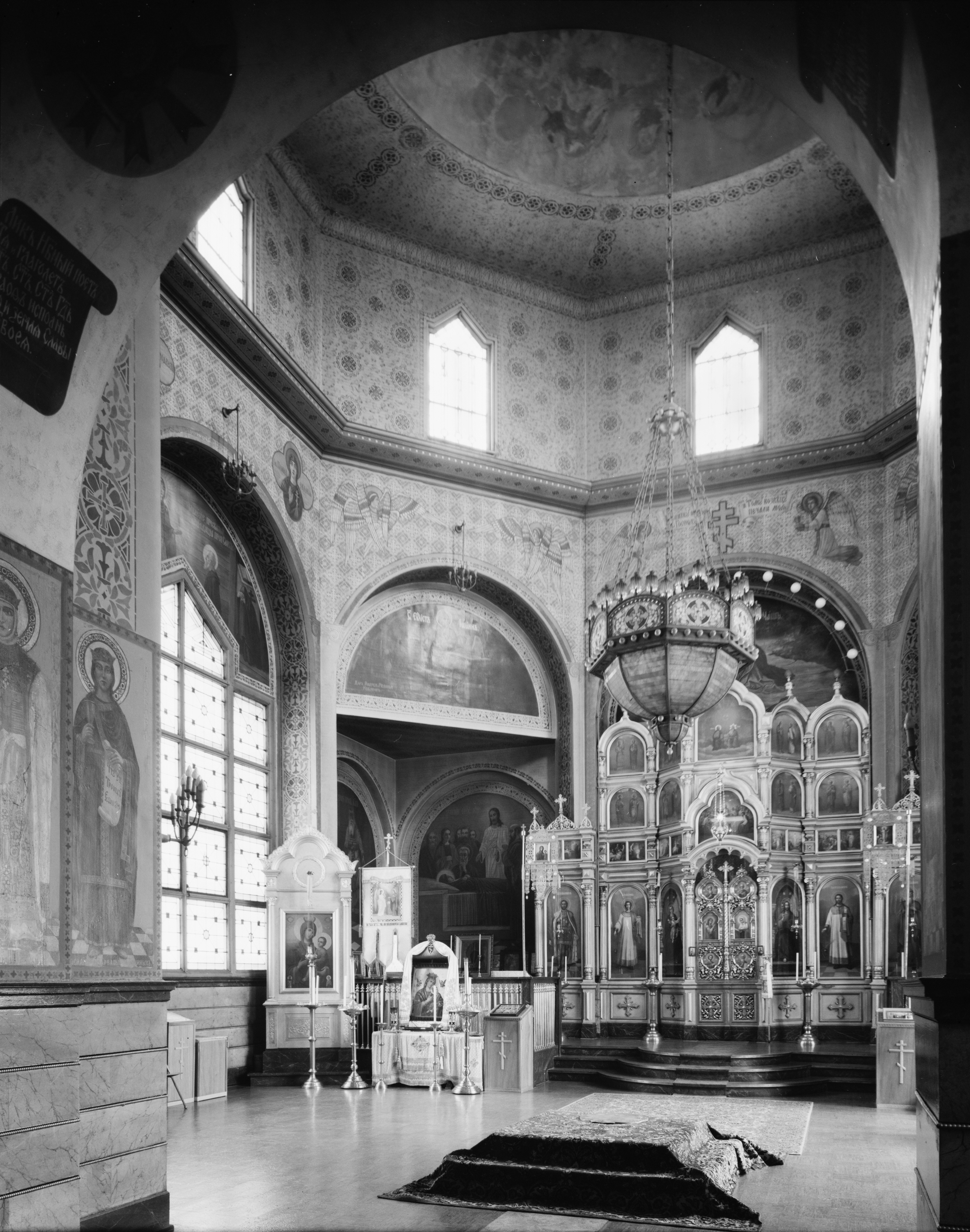
Catedral Trinity Russian Orthodox, interior
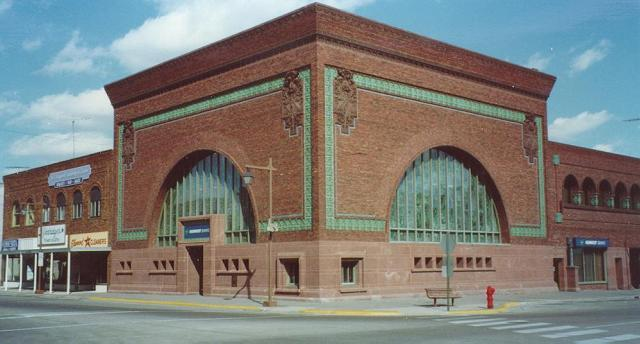
National Farmer's Bank of Owatonna
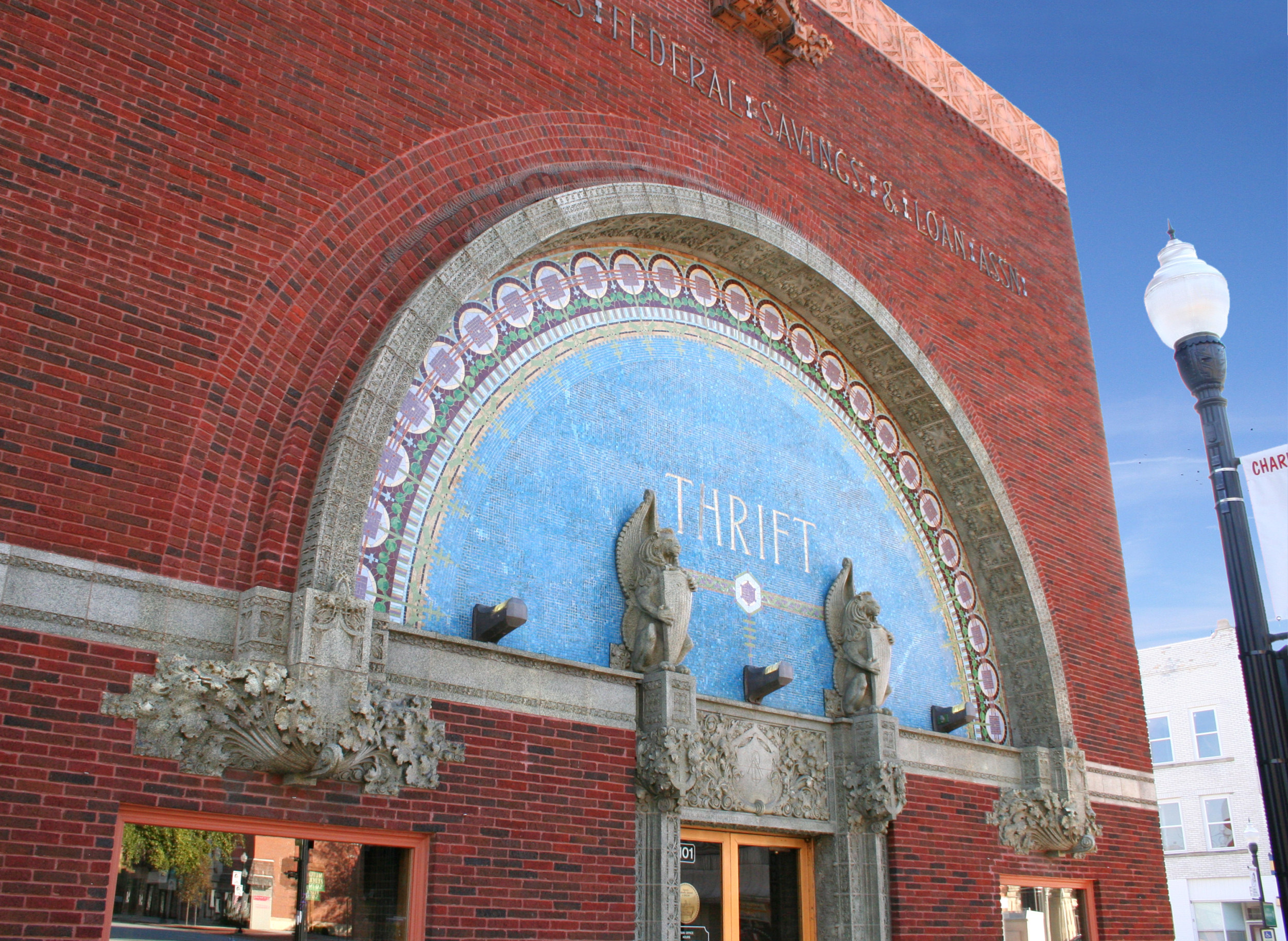
People's Federal Savings and Loan Association
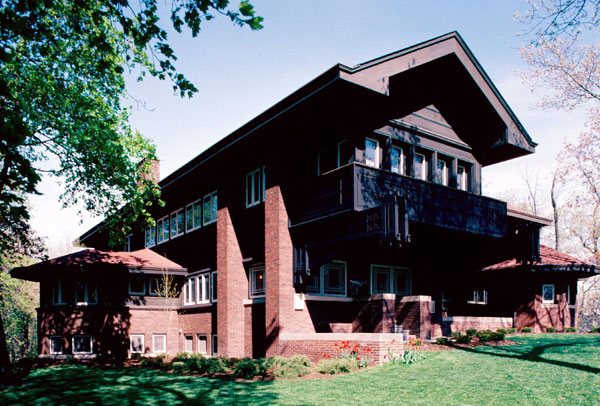
Harold C. Bradley House, Wisconsin
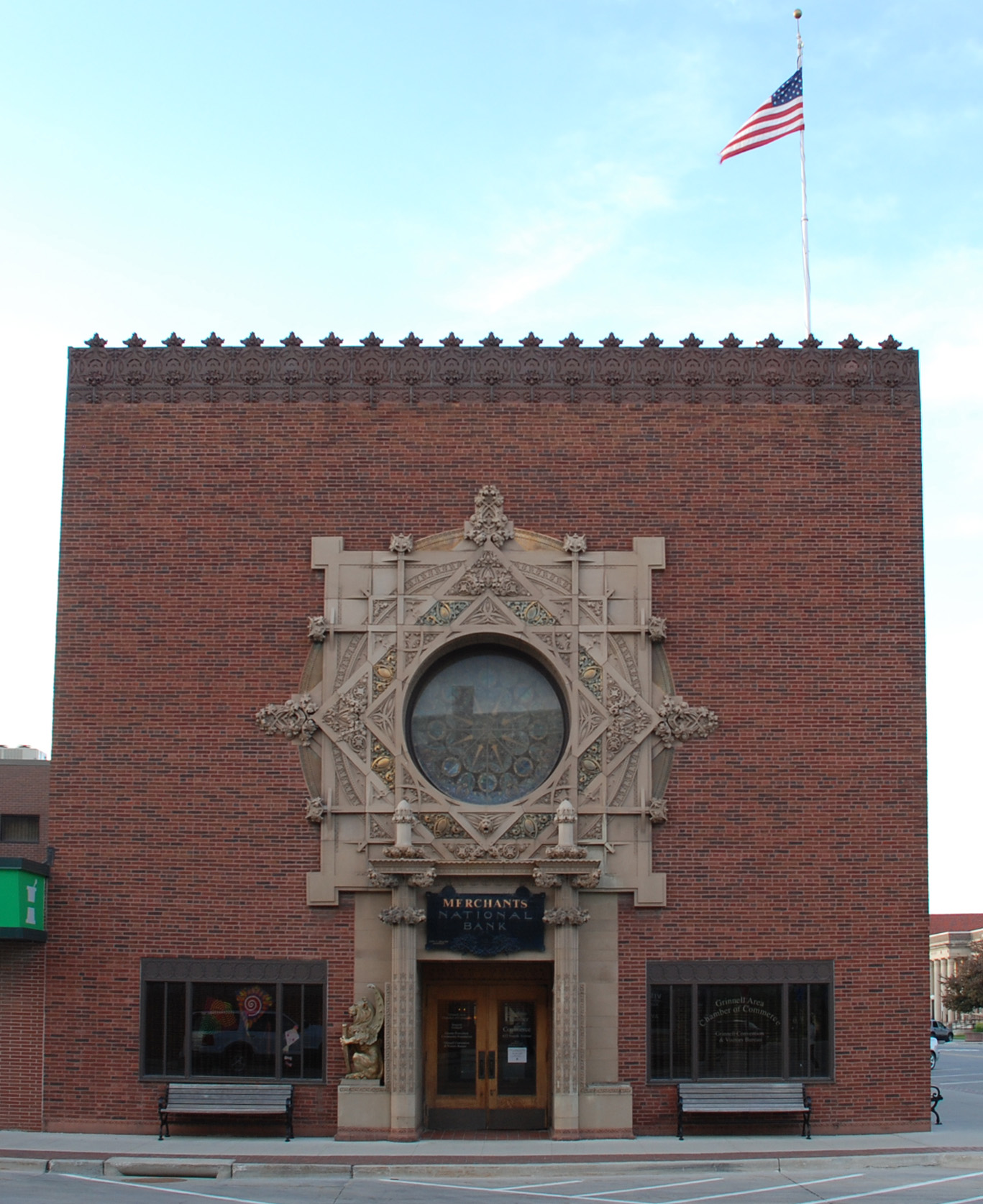
Louis Sullivan Jewel Box, Grinnell, Iowa